# World Trade Center
Denna artikel handlar om World Trade Center i New York. För andra betydelser, se World Trade Center (olika betydelser).
World Trade Center (WTC) är ett byggnadskomplex på södra Manhattan i New York, USA. De flesta av byggnaderna som ursprungligen tillhörde komplexet kollapsade vid terrorattackerna den 11 september 2001 och resten av dessa ursprungliga byggnader revs under tiden efter attackerna på grund av omfattande skador.

## Tvillingtornen
Det norra tornet (torn 1, eller 1 World Trade Center) tog emot de första hyresgästerna i december 1970 och färdigställdes helt i december 1972. Det var 417 meter (1 368 feet) högt upp till taket och med masten som monterades upp 1978 blev det ytterligare cirka 109 meter (360 feet). Det södra tornet (torn 2, eller 2 World Trade Center) tog emot de första hyresgästerna i januari 1972 och stod helt klart i juli 1973. Det officiella öppnandet av tvillingtornen ägde rum den 4 april 1973. Det södra tornet saknade antenn/spira och var cirka 415 meter (1 362 feet) upp till taket. De var världens högsta byggnader vid invigningen 1973. Efter att masten monterats upp på det norra tornets tak 1978 var dess totalhöjd 526 meter (1 728 feet), 84 meter högre än Empire State Buildings totalhöjd på 442 meter. Ser man endast höjden upp till taken var norra och södra tornen 36 respektive 34 meter högre än Empire State Buildings 381 meter. Sin position som världens högsta byggnader fick tornen bara behålla under en kort period, redan innan de var färdigbyggda hade arbetet påbörjats med att bygga Sears Tower i Chicago vilket blev 442 meter högt upp till taket då det var färdigbyggt 1973 och 527 meter totalt sett då en extra mast monterades upp 1982. World Trade Centers tvillingtorn behöll dock rekordet med flest våningar av alla byggnader i världen tills Burj Khalifa stod klart hösten 2009.
Norra tornets tak var ej öppet för allmänheten utan endast för tekniker. Det saknade skyddsräcke till skillnad från det södra tornet som hade både ett räcke av enklare typ runt utsiktsterrassen på taket och ett antisjälvmordsstängsel placerat en bit ner och en liten bit längre ut ovanpå det egentliga taket. Tack vare att utsiktsterrassen låg en liten bit upp från taket och stängslet kunde sikten vara helt fri till skillnad mot till exempel Empire State Buildings utsiktsterrass där sikten till viss del störs av det närliggande stängslet. Båda tornen hade helikopterplattor på taken.
På och i södra tornet fanns två utsiktspunkter som dels bestod av en utsiktsterrass på taket som nådde 420 meter (1 377 feet) ovanför marken samt en utsiktsvåning belägen 400 meter (1 310 feet) ovanför marken på våning 107. Dessa öppnade i december 1975. För att komma till dessa fick man köpa biljett och därefter åka direkthiss från lobbyn till utsiktsvåningen. Därifrån gick det sedan rulltrappor vidare till taket. Utsiktsvåningen hade en food court med två snabbmatsrestauranger samt olika affärer där man bland annat kunde köpa souvenirer. Anläggningen var en av New Yorks mest kända och populära turistattraktioner och köerna med både inrikes- och utrikesturister var ofta långa dagligen.
I norra tornet fanns från våren 1976 restaurangen Windows on the World och senare även Wild Blue på våningarna 106 och 107 samt skybarerna Greatest Bar on Earth och Cellar in the Sky på våning 107, de var bland New Yorks mest populära och kända restauranger och barer och väldigt välbesökta av turister, affärsmän samt för olika arrangemang som bröllop och liknande. Windows on the World fungerade även som konferensanläggning för arbetare i komplexet. På grund av det attraktiva läget var prislappen ganska hög och klädkoden strikt, framförallt för Windows on the World och Cellar in the Sky. Windows on the World stängdes efter bombningen av World Trade Center 1993 men öppnades igen 1996.
Efter bombningen av World Trade Center 1993 tillkom olika typer av säkerhetskontroller för besökare till tornen.
Det fanns även restauranger, gallerior och affärer med mera under komplexet. Längst ner fanns en tunnelbanestation.
Efter att World Trade Centers tvillingtorn kollapsat den 11 september 2001 blev Empire State Building återigen New Yorks högsta byggnad. Den passerades av det nya tornet One World Trade Center (tidigare kallat Freedom Tower) i april 2012.
Av de 110 våningarna var 8 (7–8, 41–42, 75–76 och 108–109) avsatta för teknisk service medan de övriga våningarna bestod av öppna ytor, det vill säga, det fanns inga innerväggar i tornen, förutom i stommarna. Varje våning hade en yta på cirka 3 500 m² som kunde användas som kontorsyta. Hela komplexet hade en areal av strax över en km². Under 1990-talet hade cirka 500 företag, framför allt inom finanssektorn, kontor i byggnaderna.
Tvillingtornen var bland de första skyskraporna att byggas med så kallade sky lobbies, det vill säga våningsplan där man fick byta hiss om man skulle högre upp i byggnaderna. Dessa var lokaliserade på 44:e och 77:e våningarna. Dessa bytespunkter möjliggjorde att hissarna kunde utnyttjas maximalt samt att de kunde konstrueras så de tog upp minimalt med plats i byggnaderna. Denna lösning gjorde att lokalhissarna kunde ha samma schakt, vilket gjorde att schakten kunde vara färre till antalet och på så vis spara plats som istället kunde användas som kontor. Det fanns även direkthissar från lobbyn upp till båda bytespunkterna samt till de översta våningarna i båda tornen. Totalt fanns 99 hissar i respektive torn.

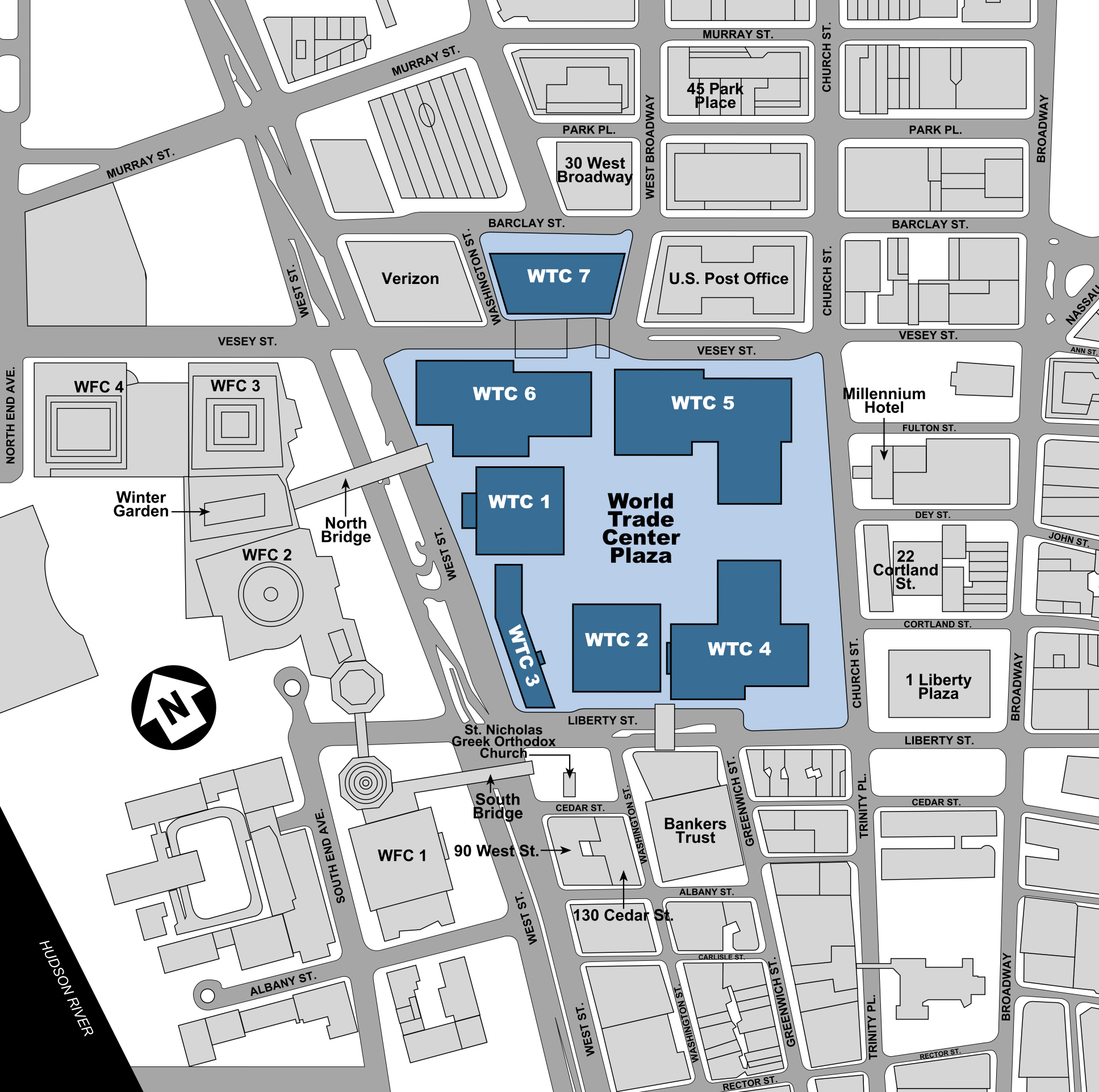
World Trade Center-komplexet ovanifrån.

## Övriga byggnader

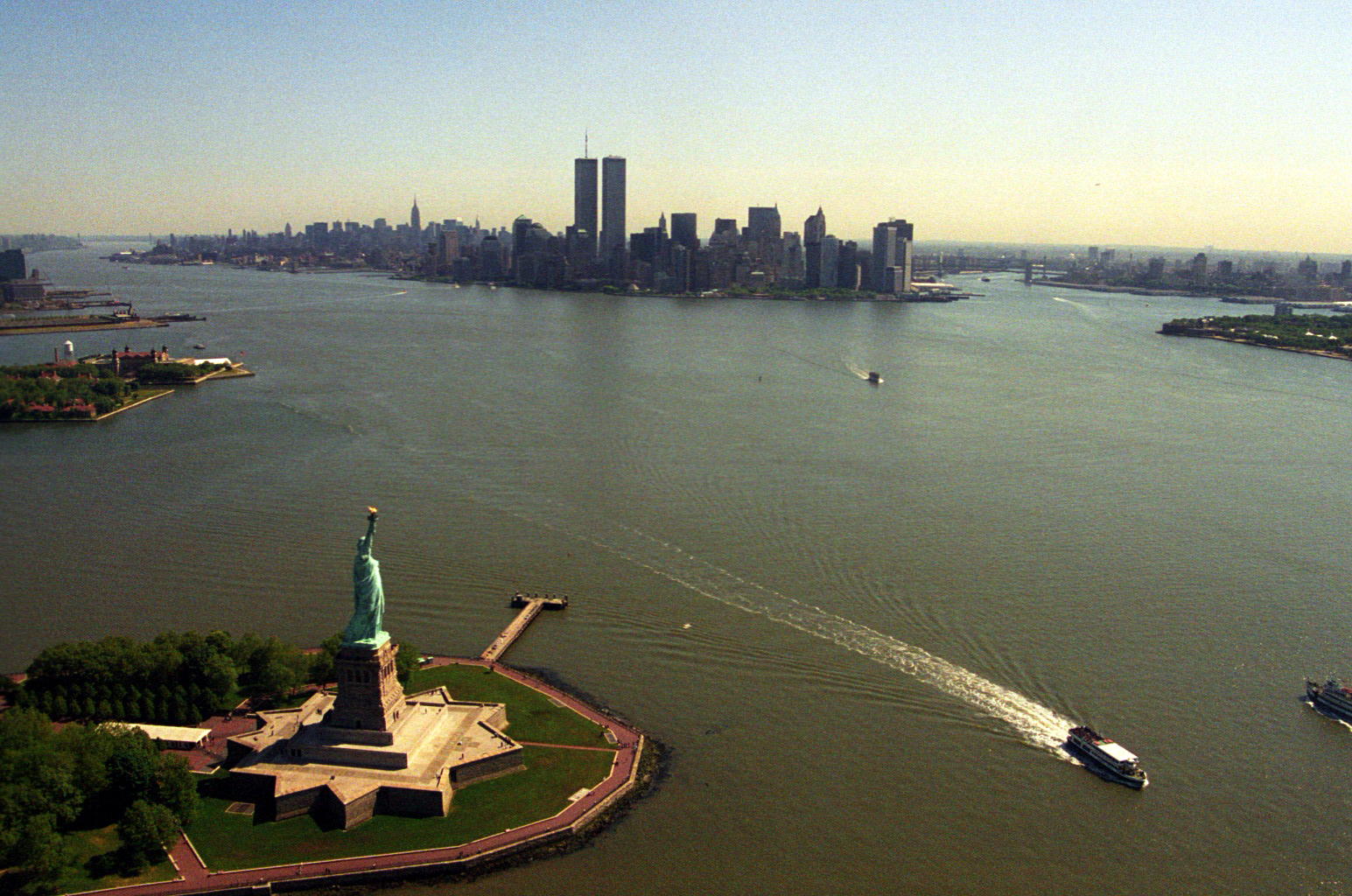
Den ikoniska utsikten över New York med Frihetsgudinnan, Ellis Island, Empire State Building och World Trade Center, maj 2001.

Runt tvillingtornen fanns ytterligare fyra mindre byggnader. En var det 22 våningar höga Vista Hotel, senare Marriott Hotel eller bara byggnad nummer 3 (3 World Trade Center) som stod alldeles intill de två tornen på västsidan, samt tre mindre byggnader numrerade 4, 5 och 6 på de sydöstra, nordöstra och nordvästra sidorna om torget (The World Trade Center Plaza). Byggnaderna 4 och 5 hade 9 våningar och byggnad 6 hade 8. Dessa hade en mer konventionell konstruktion vilket gjorde att de till stor del klarade av rasmassorna som föll ner från tvillingtornen. I dessa tre hus fanns olika myndigheter inrymda; bland annat tullen.
Mellan 1983 och 1987 byggdes ett sjunde hus (7 World Trade Center) en gata norr om själva komplexet.
På torget, även kallat Austin J. Tobin Plaza, vid foten av tornen fanns en fontän med en skulptur som kallades The Sphere. Skulpturen blev skadad av rasmassorna men klarade sig. Skulpturen stod mellan 2001 och 2017 i Battery Park. Från 2017 är den dock återplacerad vid det nya komplexet.
Efter bombningen av World Trade Center 1993 fick 3 WTC (Marriott Hotel) tillfälligt stänga och öppnades igen i november 1994.
Fem av byggnaderna (1, 2, 3, 4 och 7) kollapsade eller totalförstördes vid 11 september-attackerna, medan två stycken (5 och 6) till stor del klarade sig men blev mycket svårt skadade och revs vid uppröjningsarbetet efter attackerna.
Tvillingtornen var de första byggnaderna att stå färdiga i komplexet då de stod klara 1972, respektive 1973, de övriga byggnaderna stod klara 1975, (WTC 4, 5 och 6), 1981 (WTC 3) och 1987 (WTC 7).

## Händelser

### Balansgång mellan tornen 1974
Den 7 augusti 1974 klev en ung fransman vid namn Philippe Petit ut på en lina olagligt spänd mellan tvillingtornen. Dessa byggnader var vid den tiden världens högsta. Efter att ha gungat på linan i nästan en timme arresterades han och togs in för en psykologisk undersökning, fördes till häkte och släpptes därefter. År 2015 kom 3D-filmen The Walk som skildrar händelsen.

### Branden 1975
Den 13 februari 1975 utbröt en brand på den elfte våningen av det norra tornet av World Trade Center, som dock kunde bekämpas innan någon kom till skada. Vid denna tid saknades sprinklersystem i byggnaderna, vilket installerades senare.

### Terrorattackerna

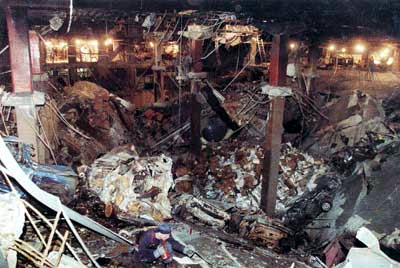
Skador efter bombattacken 1993.

#### 1993
Den 26 februari 1993 exploderade en Ryderlastbil fylld med sprängmedel i det underjordiska garaget under norra tornet, utplacerad av islamistiska terrorister. Explosionen var beräknad till att få ena tornet att rasa över det andra, men terroristerna kände inte till exakt hur hårt tornen satt fast i grunden. Smällen åstadkom dock ett hål på 30 meter genom fyra våningar av betong. Sex människor dödades och tusentals skadades i attentatet. Sex personer dömdes 1997 och 1998 till livstids fängelse.

#### 2001
Den 11 september 2001 genomfördes en samordnad terrorattack mot tvillingtornen iscensatt av självmordspiloter, där två passagerarflygplan fulltankade med jetbränsle flögs in i respektive torn och fick dem att rasa. Tornen skadades struktuellt runt kraschställena och efter en tid av intensiv brand runt dessa så kollapsade de; Norra tornet träffades av American Airlines Flight 11 i en hastighet på ungefär 790 km/h klockan 08.46 på morgonen lokal tid. Södra tornet träffades av United Airlines Flight 175 i en hastighet på ungefär 950 km/h klockan 9.03. Det södra tornet kollapsade först, cirka 56 minuter efter träffen, och det norra kollapsade 1 timme och 42 minuter efter träffen. Anledningen till att det södra tornet rasade först trots att det blev träffat sist beror främst på att planet träffade det längre ner, vilket gjorde att det blev mera tyngd över skadan samt att kraschen skedde lite vid sidan om, vilket gjorde att obalansen i konstruktionen blev mer omfattande.
Tornen föll mer eller mindre ihop rakt ner och täcktes av ett gigantiskt dammoln. De föll i en hastighet som närmast motsvarar fritt fall. Förutom tvillingtornen totalförstördes alla byggnader som stod i dera omedelbara närhet. 7 WTC, som också var en byggnad tillhörande komplexet men som stod en gata lite längre norrut, klarade det värsta nedfallet från det närliggande norra tornet, men skadades svårt och började bitvis brinna kraftigt vilket ledde till att byggnaden kollapsade under eftermiddagen.

## Nya World Trade Center

Översiktsplan för det nya World Trade Center-komplexet.

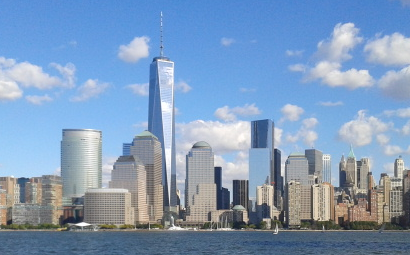
World Trade Center i september 2013.

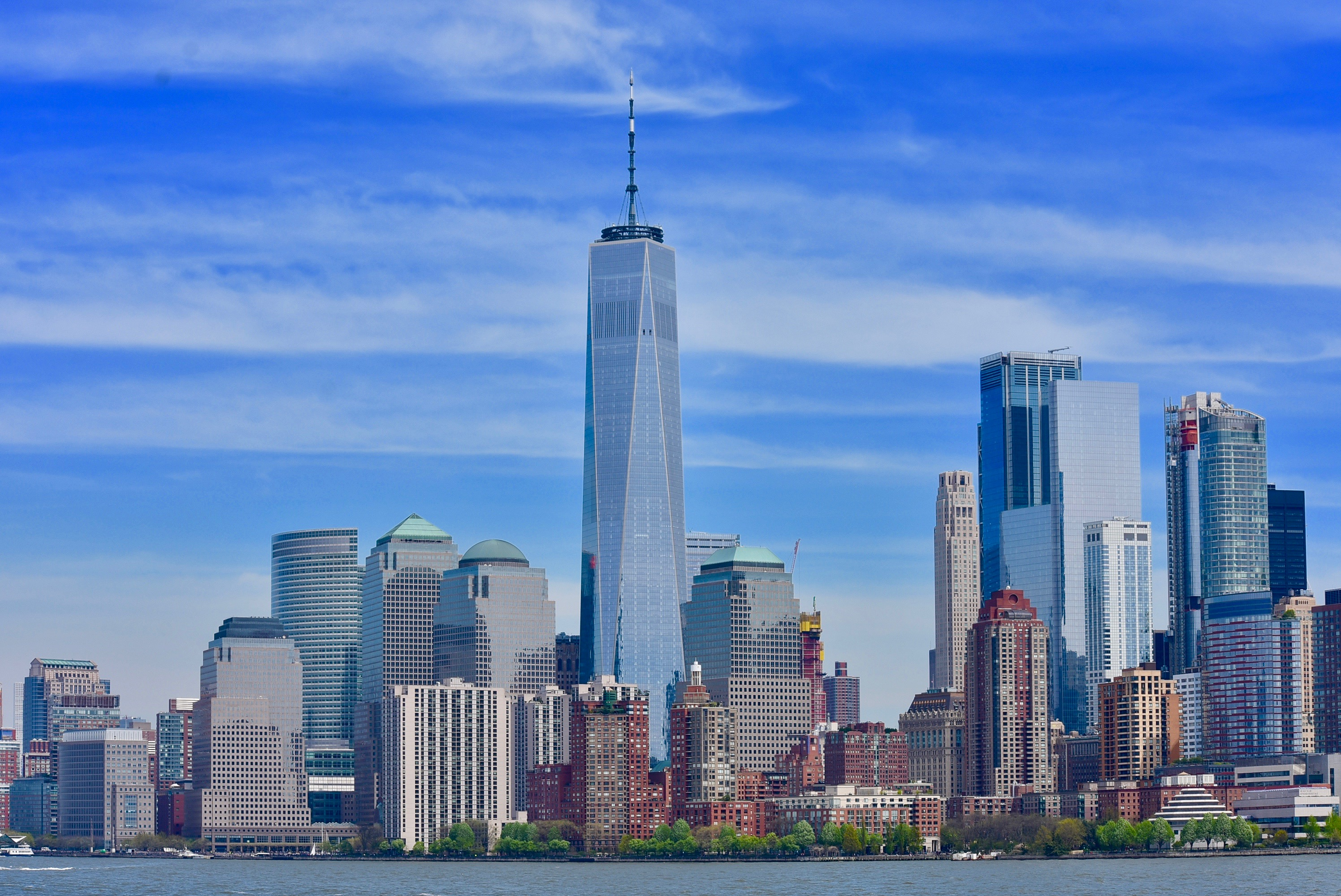
World Trade Center i april 2019.

Efter 11 september-attackerna påbörjades en upprensning och återvinnande av tvillingtornen och övriga förstörda eller skadade byggnader, vilket tog åtta månader. I slutet av 2001 inleddes en återbyggnadsprocess av World Trade Center, där en situationsplan togs fram. Projektet kantades först av stora problem angående arkitekturen och hur en minnesplats skulle utformas, vilket följdes av en utdragen strid om fördelningen av hyreskontrakt och byggnader mellan de inblandande parterna. 2006 kom de inblandade parterna överens och bygget av ett nytt World Trade Center-komplex påbörjades. Nya World Trade Center innehåller bland annat en ny skyskrapa (One World Trade Center) med samma takhöjd som de tidigare tvillingtornen, liksom en minnesplats och ett museum med bland annat två minnesfontäner placerade där de gamla tvillingtornen stod, samt ett köpcentrum och en tunnelbanestation. Under första halvan av 2020-talet var största delen av det nya komplexet färdigbyggt.
Den högsta skyskrapan i det nya komplexet, One World Trade Center, är, inräknad spira, 541 meter samt USA:s och den västra hemisfärens högsta byggnad om man räknar in dess totala höjd. One World Trade Center började byggas den 27 april 2006 och nådde sin maxhöjd utan antennen (topping out) den 10 augusti 2012 samt med antennen den 10 maj 2013. Den stod klar och invigdes den 3 november 2014. One World Trade Center står där det tidigare 8-våningshuset Six World Trade Center en gång stod längs gatorna Vesey, West, Washington och Fulton. Längs Greenwich street där gamla 4 och 5 World Trade Center låg finns även nya Four World Trade Center som med sina 298 meters höjd stod klart under 2013. Längs samma gata ligger även nya Three World Trade Center som med sina 329 meters höjd stod klart 2018 samt Two World Trade Center, som har börjat byggas men fått byggnationen avbruten tills vidare då det är brist på hyrestagare. Ytterligare en byggnad (Five World Trade Center), som är tänkt att bli 226 meter hög, är tänkt att ligga en gata söder om själva komplexet, där Deutsche Bank Building en gång stod, byggstart väntas ske 2025. En gata norr om komplexet ligger den sedan 2006 färdiga byggnaden 7 World Trade Center på samma plats som den tidigare byggnaden med samma namn stod.
Minnesfontänerna består av två kvadratformade och nedsänkta bassänger med vattenfall på väggarna. Dessa finns centralt i det nya komplexet på en stor yta mellan de nya byggnaderna, där tvillingtornen en gång stod. De är tillägnade de omkomna vid attentatet den 26 februari 1993 och terrorattackerna den 11 september 2001 och utgör även ett minnesmärke av de gamla tvillingtornen. En sjunde byggnad (Six World Trade Center) diskuteras men det är inte helt säkert om den kommer att byggas. Alternativt kan en existerande byggnad i närheten få namnet i framtiden. Om Six World Trade Center byggs blir det den sista byggnaden att uppföras i det nya komplexet.

### Byggnader i det nya komplexet
| Nummer | Namn                                    | Höjd upp till taket | Total höjd           | Våningar | Började byggas | Färdigt |
| ------ | --------------------------------------- | ------------------- | -------------------- | -------- | -------------- | ------- |
| 1      | One World Trade Center                  | 417 m               | 541 m                | 104      | 2006           | 2014    |
| 2      | Two World Trade Center *                | 387 m               | 411 m                | 88       | 2010           | (Okänt) |
| 3      | Three World Trade Center                | 329 m               | (information saknas) | 80       | 2011           | 2018    |
| 4      | Four World Trade Center                 | 298 m               | (information saknas) | 72       | 2008           | 2013    |
| 5      | Five World Trade Center *               | 226 m               | (information saknas) | 42       | 2011           | (Okänt) |
| 7      | Seven World Trade Center                | 226 m               | (information saknas) | 52       | 2002           | 2006    |
| .      | National September 11 Memorial & Museum | .                   | .                    | .        | 2006           | 2014    |

* = Under konstruktion.

### Övriga förslag

#### World Trade Center Twin Towers II
World Trade Center Twin Towers II var ett förslag att återuppbygga de gamla tornen istället för uppföra nydesignade konstruktioner, som One World Trade Center. Vissa förändringar skulle göras, som säkrare konstruktion, 5 extra våningar och fler observationsdäck, men i det stora hela skulle de vara så lika de gamla tornen som möjligt. Detta förslag lades bland annat fram av Donald Trump.

## Arkeologiska fynd
Vid utgrävning av WTC-området upptäcktes tisdagen den 13 juli 2010 ett 9,8 meter långt båtskrov, troligen från 1700-talet. Arkeologer tror att det har använts som fyllnadsmaterial för att förstora Manhattan ut i Hudsonfloden. Skrovet grävdes ut under några dagars tid, eftersom det var väldigt skört. Ett stort ankare har också hittats några meter från skrovet, men det är oklart om det har tillhört båten.